# Vallon de Mollières
Vallon de Mollières ist eine Talschaft mit einem kleinen Gebirgsfluss in Frankreich, der im Département Alpes-Maritimes in der Region Provence-Alpes-Côte d’Azur verläuft. Der Fluss  entspringt in den französischen Seealpen, nahe der Grenze zu Italien, im nordöstlichen Gemeindegebiet von Valdeblore, südwestlich des Berggipfels Cayre Nord des Bresses (2761 m). Knapp unterhalb der Quelle durchquert er den Bergsee Lac Nègre, entwässert sodann in mehreren Richtungsänderungen generell nach Westsüdwest durch den Nationalpark Mercantour und mündet nach rund 16 Kilometern im Gemeindegebiet von Saint-Sauveur-sur-Tinée als linker Nebenfluss in die Tinée. Im Unterlauf wird Wasser vom Vallon de Mollières abgezweigt und durch einen Bergstollen zum Wasserkraftwerk Valabre geleitet, das sich etwa 700 Meter flussabwärts der Mündung in die Tinée befindet.

## Orte am Fluss
(Reihenfolge in Fließrichtung)
- Vacherie du Collet, Gemeinde Valdeblore
- Mollières, Gemeinde Valdeblore
- Foulques, Gemeinde Rimplas
- Peyre Blanque, Gemeinde Saint-Sauveur-sur-Tinée